# سیارک ۱۳۲۹۳
سیارک ۱۳۲۹۳ (به انگلیسی: 13293 Mechelen، نامگذاری:1998QO104)۱۳۲۹۳مین سیارک کشف شده‌است که در ۲۶ اوت ۱۹۹۸ کشف شد.